# Perisama yeba
Perisama yeba är en fjärilsart som beskrevs av William Chapman Hewitson 1857. Perisama yeba ingår i släktet Perisama och familjen praktfjärilar. Inga underarter finns listade i Catalogue of Life.

## Bildgalleri

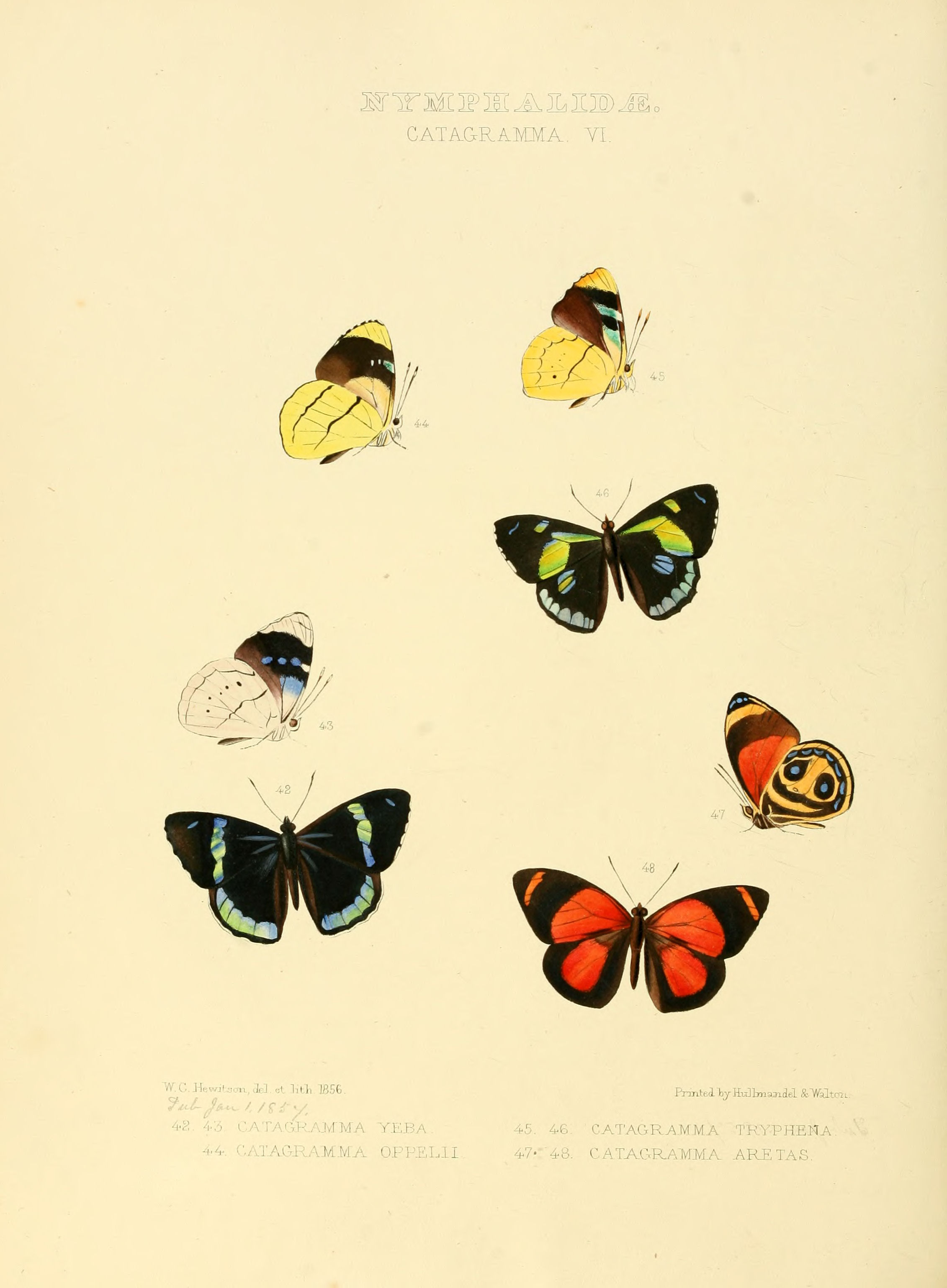